# 王黼
王黼（1079年—1126年），字將明，北宋開封祥符（今河南開封）人，北宋末期政治人物，風姿俊美，善於逢迎，被稱為六賊之一。原名王甫，後因與東漢宦官王甫同名，而被賜名黼。

## 生平
王黼生於神宗元豐二年（1079年）。
徽宗崇寧二年（1103年）進士，歷任相州司理參軍、校书郎、符宝郎、左司谏。
大观元年（1107年）开始编纂《博古图录》，至宣和五年（1123年）编纂完成。
宣和元年春正月戊午（1119年），時任通議大夫的王黼，連跳八級，被拔擢為特進、少宰（右宰相）兼中書侍郎，乃宋開國以來第一人。
二年十一月庚戌（1120年），以王黼為少保、太宰兼門下侍郎。
三年九月丙寅（1121年），以王黼為少傅，鄭居中為少師。宣和四年六月壬寅，以王黼為少師。宣和四年秋七月，王黼以耶律淳死，複命童貫、蔡攸治兵，以河陽三城節度使劉延慶為都統制。
四年九月戊午（1122年），朝散郎宋昭上書諫北伐，王黼大惡之，詔除名勒停、廣南編管。
五年五月（1123年），宋廷以收復燕雲十六州為目標，王黼總治三省事，於三省置經撫房，專治邊事，徵刮天下得錢六千二百萬緡，竟買了五六座空城而高奏凱旋回到汴京。然王黼又率百僚稱賀，宋徽宗賞賜玉帶，優進太傅，封楚國公，許諾王黼可以穿紫花袍，坐騎與儀式物品幾乎可以與親王相等。
秋七月庚午，太傅、楚國公王黼等人議上尊號曰繼天興道敷文成武睿明皇帝，宋徽宗說：「此神宗皇帝所不敢受者也。」不被允許。。
六年十一月丙子（1124年），王黼致仕。
七年（1125年）十二月，金朝完顏杲、完顏宗望、完顏宗翰入侵，宋徽宗無法應付，急忙禪讓天子的寶座給他兒子宋欽宗，自己則當上皇，並打算出逃江南，繼續擔任道君，修練道教。钦宗即位，王黼驚恐倉惶入朝恭賀，但朝廷把門關上，並稱皇上有旨，「不能讓你進門」。金兵進入汴梁之後，王黼帶著妻子兒女，往東奔逃。
靖康元年（1126年）正月三日，下詔貶王黼為崇信軍節度副使，籍沒其家，流放永州（今湖南零陵）。门下侍郎吳敏、尚书右丞李綱請殺王黼，朝廷交付户部尚书兼领開封府尹聶山，聶山與王黼有宿怨，欽宗意在讓聶山將王黼殺了。二十四日，聶山遣武士躡至雍丘城南二十里永丰乡輔固邨殺之，有民家取其首級上交政府。四月，特令家属任便居住，其三傾咸平墳地、平江府田產歲課約二千石并特與給還。
钦宗以初即位，不好意思承認誅殺大臣，於是對外騙說王黼是被盜賊所殺。輿論不認為钦宗誅殺王黼是錯的，而認為草率處決且對外詐騙，是一種濫用刑罰。

## 民間謠言
“公然受賄賂，賣官鬻爵，至有定價”，京師謠言：“三百貫，曰通判；五百索，直秘閣。”；又以巨款贖回燕京（今北京），夸称大功，升至少傅。陳東稱之为六贼之一。

## 著作
《博古图录》

### 引用
1. ↑  《會編》卷31《中興姓氏奸邪錄》
2. 1 2 3 4  《宋史》卷022
3. ↑  《宋史》卷470《王黼傳》
4. 1 2 3  《宋史》卷470
5. ↑  朱弁《曲洧舊聞》卷十